# Oázis Kertészet
Az Oázis Kertészet Magyarország legnagyobb, franchise rendszerben működő, kertészeti tematikájú áruházlánca. Jelenleg 25 magyar és 2 szlovák kertészetet üzemeltet.

## Története
Az Oázis Kertészeti Kft.-t Boross István és neje Borossné Héja Hedvig alapították 1992-ben. Első üzlethelyiségüket Budapesten, a Kőbányai úton nyitották, mely ma is a cég központja. Kezdetben elsősorban dísznövény-dekorációkat készítettek kiállításokra, rendezvényekre. A kiskereskedelmi tevékenység ekkor még csak kiegészítő tevékenységként üzemelt.
2002-ben megnyílt a harmadik, Soroksári áruház, mely azóta is az ország legnagyobb kertészeti áruháza.
A franchise rendszer 2005-ben indult útnak, ez után nyitottak meg a vidéki kertészetek.